# ТЕС Олд-Гарбор
ТЕС Олд-Гарбор – теплова електростанція на острові Ямайка, за три десятки кілометрів від західної околиці Кінгстона. 
З 1968 по 1973 роки на майданчику станції стали до ладу чотири парові турбіни: виробництва Franco Tosi потужністю 30 МВт, постачена компанією Hitachi з показником 60 МВт та дві від General Electric потужністю 65 МВт та 68,5 МВт.
В 2019-му ввели в експлуатацію енергоблок комбінованого парогазового цикла потужністю 190 МВт. У ньому три газові турбіни General Electric 6B.03 живлять через відповідну кількість котлів-утилізаторів одну парову турбіну.
Як паливо парові блоки ТЕС використовували нафтопродукти. Парогазова черга розрахована на споживання природного газу, який імпортують у вигляді ЗПГ через термінал в Олд-Гарорі. Введення її в експлуатацію дозволило припинити роботу старих турбін. Крім того, завершення у 2023 році ЛЕП з робочою напругою 138 кВ до Кінгстона надасть можливість припинити роботу застарілих потужностей на столичній ТЕС Хантс-Бей.
Для охолодження використовують морську воду.